# Флойд Лаунсбері
Флόйд Глéнн Лáунсбері (англ. Floyd Glenn Lounsbury; 25 квітня 1914 — 14 травня 1998) — американський лінгвіст, антрополог, вчений, досліджував мовні та культурні системи різних північно-південноамериканських мов, ієрогліфи, культуру та історію цивілізації Мая.

## Раннє життя
Народився в штаті Вісконсин у сім'ї Джона Гленна Лаунсбері та Анни Луїзи Йоргенсен. Був одним з трьох дітей — у нього був брат Гордон і сестра Ельва. Закінчив університет Вісконсина в 1941 році за спеціальністю «Математика». Протягом цього періоду на факультеті читав лекції Морріс Сводеш про американське індійське мовознавство. Морріс призначив Флойда своїм помічником. Коли Свадеш покинув штат Вісконсин, Лаунсбері зайняв посаду директора проекту. Він створив орфографію мови та навчав студентів, які зібрали різноманітні тексти різних ораторів. Після проекту Лаунсбері розпочав роботу над фонологією мови для здобуття ступеня магістра в університеті. Починаючи з 1938 року він зробив свій внесок у Вісконсинську програму Оніда і Фольклорний проект. Флойд Лаунсбері зацікавився мовою корінних народів, особливо таких, як Оніда та Черокі, в сімействі ірокезів.

## Кар'єра
Лоунсбері спеціалізувався в математиці, але також вивчав мови — німецьку, латинську, грецьку, скандинавські — разом з фонетикою, фонологією, філологією та новітніми теоріями структурної лінгвістики. У Бразилії він навчався португальською. Він отримав ступінь магістра в 1946 році. Нагороджений стипендією Фонду Рокфеллера та працював над морфологією дієслів Оніда у відділі антропології в Єльському університеті. Він отримав ступінь доктора філософії в 1949 р. (його керівником був Бернард Блох) Дисертація була опублікована в 1953 р., яка створила рамки і термінологію для аналізу ірокезьких мов. Він приєднався до кафедри в 1949 році і викладав там до свого виходу на пенсію в 1979 році.

## Значення діяльності
Прослідкував історичні зв'язки між різними ірокезькими мовами та написав авторитетне дослідження місць ірокезу в Долині Чампліна. Він ініціював застосування лінгвістичних методів до формального аналізу спорідненої термінології та соціальної організації.
Його робота з лінгвістики також мала вплив на його антропологічні дослідження — він використовував свої знання про семантичні поля. Однак ірокезька лінгвістика не була єдиною академічною спрямованістю Лаунсбері. Працював у сфері акустичної фонетики та розпізнавання мови, удосконалив нові способи викладання мовознавства, особливо щодо польових методів, критикував лексикостатистику та глоттохронологію, писав про психологію мови, опублікував історію антропології. Він був одним з найбільш впливових антропологічних лінгвістів свого часу. Лаунсбері був першим прихильником фонетичної теорії Юрія Кнорозова про ієрогліфи Мая. Він сприяє методології, яка в кінцевому рахунку призвела до розшифровки ієрогліфів.
Протягом цього періоду Лансбері вивчав альманах Венери в Дрезденському кодексі і дійшов висновку, що кореляція Томпсона краще дотримується даних кодексу, ніж стандартна кореляція GMT. Константа кореляції — це кількість днів між початком Юліанського періоду (1 січня 4713 р. До н. е.) та датою епохи тривалого графа 13.0.0.0.0 4 Ajaw 8 Kumk'u. Константа кореляції Томпсона становить 584 285, що на два дні перевищує стандартну кореляцію GMT на 584 283.
Масако Йокояма — дружина Флойда, а дочка — Рут Озекі, яка була кінорежисером. Він жив на сході Східній Гавані і помер від серцевої недостатності.

## Когнітивна антропологія
Ф.Лаунсбері, аналізуючи систему родинних зв'язків індіанців фокс, на прикладі слова дядько по материнській лінії, син матері матері, син сина матері, син брата матері та ін., виявив, що всі значення входять в одну і ту саму категорію родинних зв'язків, і тому називаються однаково. Антрополог виявив, що такі категорії структуровані в термінах «центрального члена» і невеликого ряду загальних правил, що розширюють кожну категорію до нецентральних членів. Правила мови фокс відносяться до виду, який Лаунсбері назвав «тип анаха»:
- Правило відхилення:
сестра будь-якої особи=небезпосередній родич=сестра цієї ососби
- Правило поглинання:
брат чи сестра будь-якої сосби одної з ним статі=небезпосередній родин=ця особа
- Правило «наполовину брат чи сестра»:
будь-яка дитина одного з батьків будь-якої особи= брат чи сестра цієї особи.
Ф.Лаунсбері говорив, що не всі концептуальні системи для категоризації родичів мають одні і ті самі правила відхилення. Такі категорії — з центральними членами і загальними правилами — Лакофф називає генеративними категоріями, а їх центральні члени — генератори.

## Посади та нагороди
Співробітник Центру перспективних досліджень в галузі поведінкових наук, 1963-64
Обраний до Національної академії наук, 1969
Нагороджений Медаллю «Хребет Уілбура» Єльською вищою школою мистецтв та наук, 1971
Старший науковий співробітник, Думбартон Оукс, Вашингтон, США, 1973-74 та 1977-78
Обраний до Американської академії мистецтв та наук, 1976
Обраний до Американського філософського товариства, 1987
Нагороджений Почесною докторантурою Університету Пенсільванії, 1987

## Наукові праці
- Phonology of the Oneida Language MA Thesis, University of Wisconsin, 1946
- Stray Number Systems among Certain Indian Tribes American Anthropologist XLVIII, 1948
- Oneida Verb Morphology Yale University Press, 1953
- The Method of Descriptive Morphology in Readings in Linguistics ed. E P Hamp, M Joos, F W Householder and R Austerlitz, University of Chicago Press, 1953
- A Semantic Analysis of Pawnee Kinship Usage Language XXXII, 1956
- Iroquois Place-Names in the Champlain Valley University of the State of New York, Albany, 1960
- Iroquois-Cherokee Linguistic Relations Bureau of American Ethnology Bulletin CLXXX, 1961
- A Formal Account of the Crow- and Omaha- type Kinship Terminologies in Explorations in Cultural Anthropology, ed. W Goodenough, McGraw-Hill, 1964
- Another View of the Trobriand Kinship Categories in Formal Semantic Analysis, ed. E Hammel, American Anthropological Association, 1965
- A Study in Structural Semantics: The Sirionó Kinship System with Harold W. Scheffler. Prentice-Hall, 1971
- On the Derivation and Reading of the «Ben-Ich» Affix in Mesoamerican Writing Systems, 1973
- Pacal in First Palenque Round Table, ed. M G Robertson, Pre-Columbian Art Research, 1974
- A Rationale for the Initial Date of the Temple of the Cross at Palenque in The Art, Iconography and Dynastic History of Palenque, ed. M G Robertson, Pre-Columbian Art Research Institute, 1976
- Parentage Expressions in Classic Maya Inscriptions with L Schele and P Mathews, International Conference on Maya Iconography and Hieroglyphic Writing Guatemala City, 1977
- Maya Numeration, Computation, and Calendrical Astronomy in Dictionary of Scientific Biography XV, ed. C C Gillespie, Scribners, 1978
- A Solution for the Number 1.5.5.0, in The Sky in Mayan Literature, edited by A. Aveni, Oxford U, Press, 1992.
- Some Problems in the Interpretation of the Mythological Portion of the Hieroglyphic Text of the Temple of the Cross at Palenque in Third Palenque Round Table, ed. M G Robertson, 1978
- Astronomical Knowledge and Its Uses at Bonampak, Mexico in Archaeoastronomy in the New World: American Primitive Astronomy, ed. A F Aveni, Cambridge University Press, 1982
- Glyphic Substitutions: Homophonic and Synonymic in Phoneticism in Mayan Hieroglyphic Writing, ed. J S Justeson and L Campbell, Institute for Mesoamerican Studies, State University of New York at Albany, 1984
- The Identities of the Mythological Figures in the Cross Group Inscriptions of Palenque in Fourth Palenque Round Table, ed. M G Robertson and E P Benson, Pre-Columbian Art Research Institute, 1985
- The Ancient Writing of Middle America in The Origins of Writing, ed. W Senner, University of Nebraska Press, 1989
- A Palenque King and the Planet Jupiter in World Archaeastronomy, ed. A F Aveni, Cambridge University Press, 1989
- Recent Work in the Decipherment of Palenque's Hieroglyphic Inscriptions American Anthropologist XCIII, 1991
- «A Solution for the Number 1.5.5.0 of the Mayan Venus Table», and «A Derivation of the Mayan to Julian Correlation from the Dresden Codex, Venus Chronology», chapters in «The Sky in Mayan Literature», edited by Anthony F. Aveni, Oxford University Press, 1992.
- The Oneida Creation Story by Demus Elm and Harvey Antone, Translated and edited by Lounsbury and Bryan Gick, 2000